# Loxura atymnus
Loxura atymnus es una especie de mariposa de la familia Lycaenidae, natural de la región indomalaya.

## Distribución y hábitat
Su área de distribución se extiende en la región indomalaya, incluyendo Sri Lanka, India (Orissa, sur de Bihar, Madhya Pradesh, Mussoorie-Assam, Bengala), Birmania, Malasia (Sarawak, Sabah), Filipinas; así como Brunéi, Indonesia (Sumatra, Kalimantan, Java, Sulawesi, Bali),  Myanmar, Tailandia, Vietnam, Laos, sur de China y Taiwán. 
Su hábitat se compone principalmente de bosque húmedo tropical con espacios abiertos y plantaciones. Su rango altitudinal oscila entre 0 y 300 m s. n. m.

## Taxonomía
Se reconocen las siguientes subespecies:
- Loxura atymnus anglerius Fruhstorfer, 1912
- Loxura atymnus continentalis Fruhstorfer, 1912
- Loxura atymnus deinostratus Fruhstorfer, 1912
- Loxura atymnus fuconius Fruhstorfer, 1912
- Loxura atymnus intermedius Toxopeus, 1929
- Loxura atymnus kangeanus Kalis, 1933
- Loxura atymnus leminius Fruhstorfer, 1912
- Loxura atymnus luzonica Swinhoe, 1917
- Loxura atymnus mahara Fruhstorfer, 1912
- Loxura atymnus manilius Fruhstorfer, 1912
- Loxura atymnus matienus Fruhstorfer, 1912
- Loxura atymnus nicobarica Evans, 1932
- Loxura atymnus prabha Moore, 1877
- Loxura atymnus sulawesiensis Takanami, 1986

## Galería

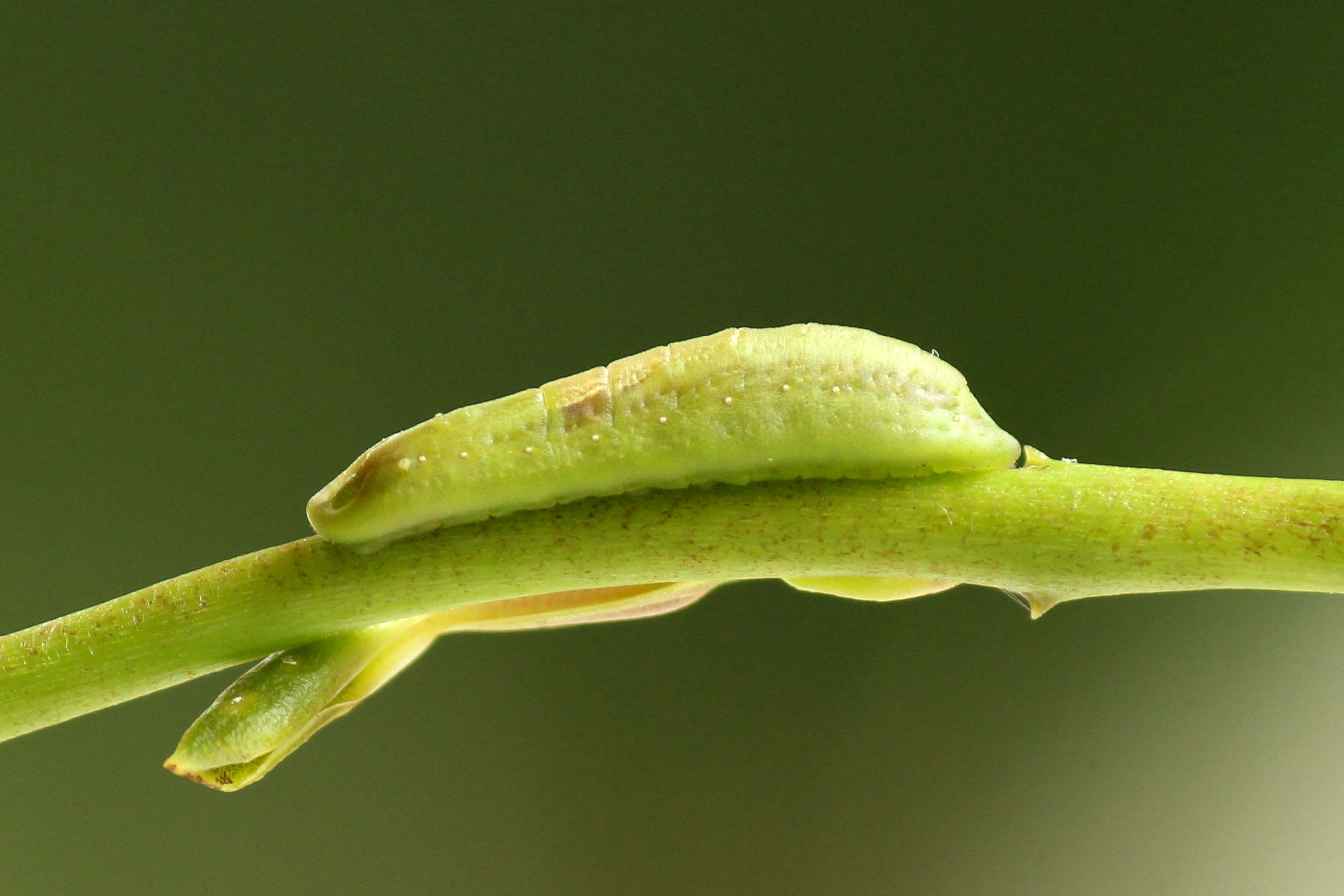
Larva
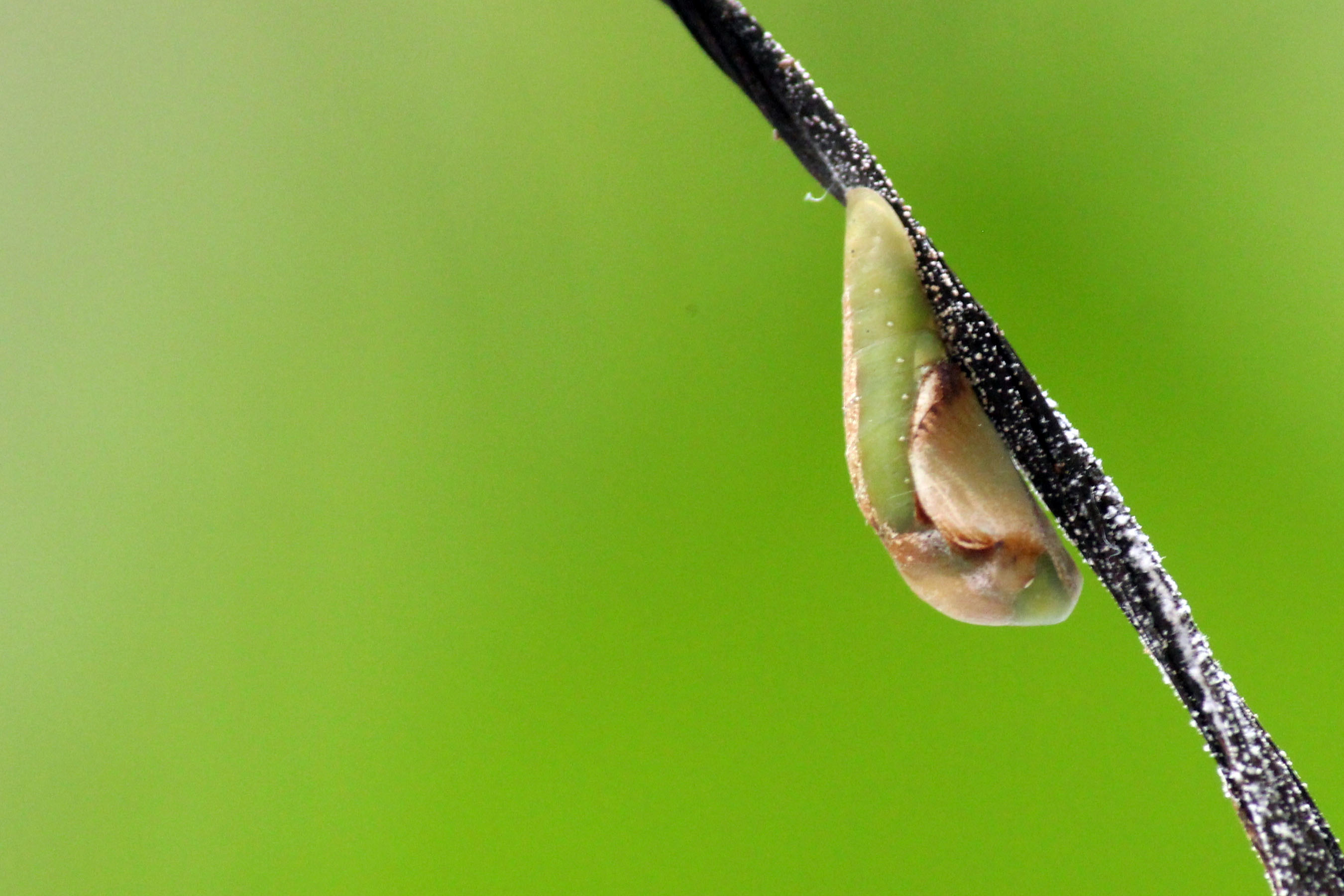
Pupa
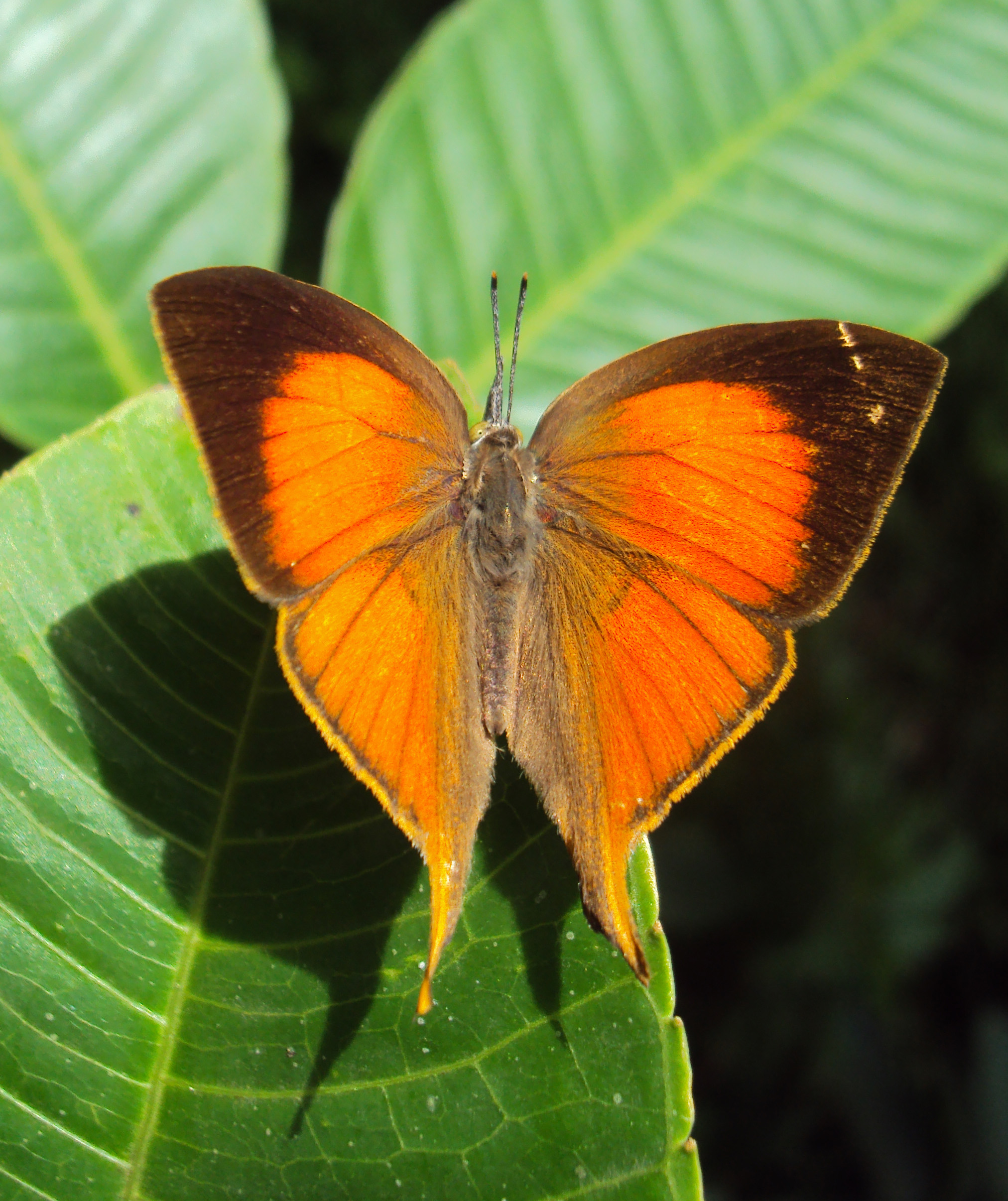
Vista dorsal
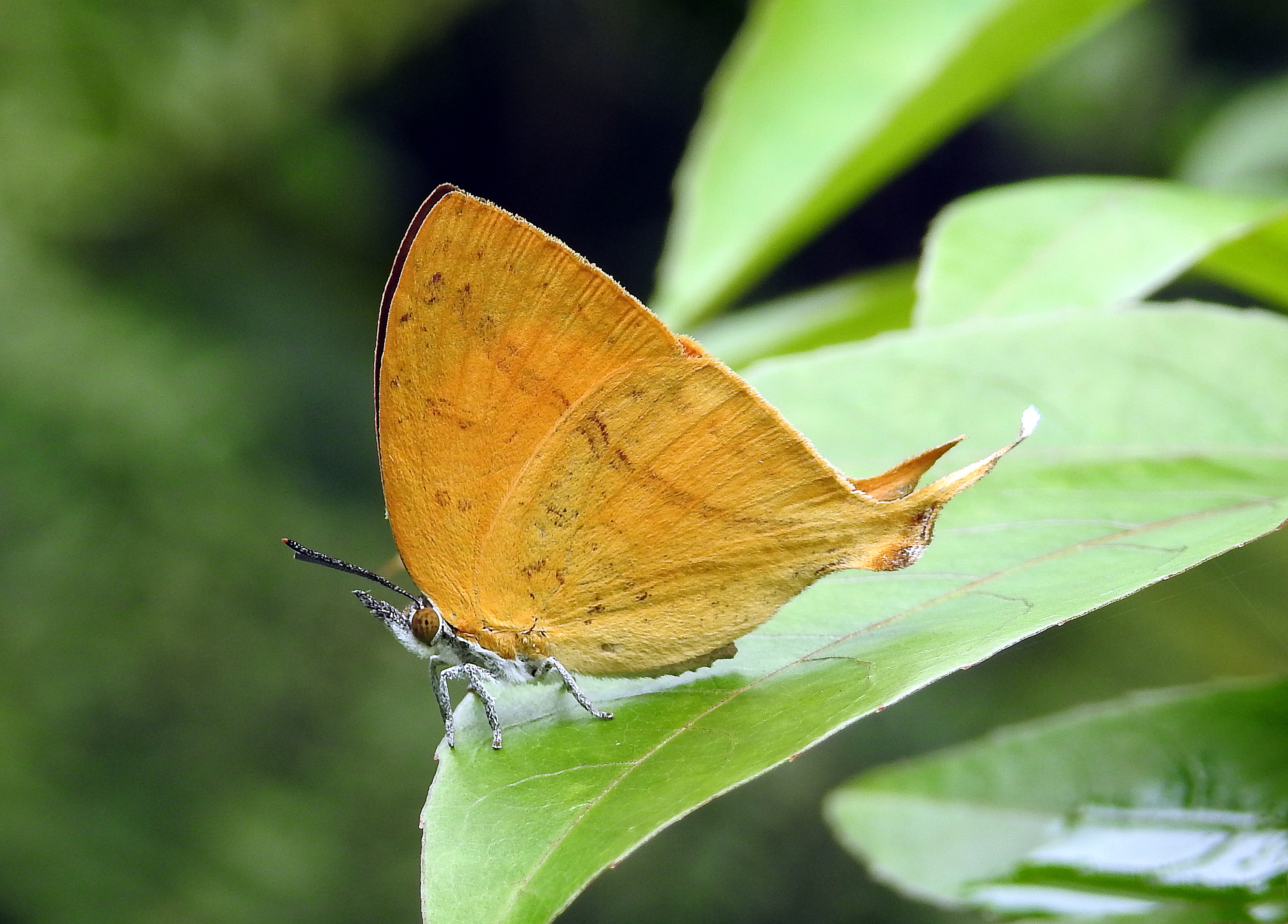
Vista lateral